# Championnat de France des rallyes 1980
Navigation
Édition précédente Édition suivante
Le championnat de France des rallyes 1980 fut remporté par Jean Ragnotti sur Renault 5 Alpine et sur Renault 5 Turbo (en fin de saison). C'est le premier titre que "Jeannot" apporte à la régie Renault toutes disciplines confondues.

## Rallyes de la saison 1980
| N° | Dates                     | Rallye                    | Vainqueur           | Copilote           | Voiture           |
| 1  | 1er mars-2 mars           | Rallye Lyon-Charbonnières | Jean Ragnotti       | Jean-Marc Andrié   | Renault 5 Alpine  |
| 2  | 15 mars-16 mars           | Critérium de Touraine     | Jean-Claude Andruet | Denise Emmanuelli  | Fiat 131 Abarth   |
| 3  | 12 avril-13 avril         | Critérium Jean Behra      | Jean-Claude Andruet | Denise Emmanuelli  | Fiat 131 Abarth   |
| 4  | 19 avril-20 avril         | Ronde d'Armor             | Jean-Claude Andruet | Denise Emmanuelli  | Fiat 131 Abarth   |
| 5  | 3 mai-4 mai               | Critérium Alpin           | Bernard Béguin      | Jean-Jacques Lenne | Porsche 911 SC    |
| 6  | 17 mai-18 mai             | Rallye de Lorraine        | Jean Ragnotti       | Jean-Marc Andrié   | Renault 5 Alpine  |
| 7  | 31 mai-1er juin           | Rallye du Mont-Blanc      | Jean Ragnotti       | Jean-Marc Andrié   | Renault 5 Alpine  |
| 8  | 20 juin-21 juin           | Rallye d'Antibes          | Bernard Béguin      | Jean-Jacques Lenne | Porsche 911 SC    |
| 9  | 14 septembre-21 septembre | Tour de France automobile | Bernard Darniche    | Alain Mahé         | Lancia Stratos HF |
| 10 | 22 novembre-23 novembre   | Critérium des Cévennes    | Jean-Claude Andruet | Denise Emmanuelli  | Fiat 131 Abarth   |
| 11 | 6 décembre-7 décembre     | Rallye du Var             | Jean-Claude Andruet | Denise Emmanuelli  | Fiat 131 Abarth   |

## Classement du championnat
| Place | Pilote              | Voiture                                 | Points | 1   | 2   | 3   | 4   | 5   | 6   | 7   | 8   | 9   | 10  | 11  |
| ----- | ------------------- | --------------------------------------- | ------ | --- | --- | --- | --- | --- | --- | --- | --- | --- | --- | --- |
| 1er   | Jean Ragnotti       | Renault 5 Alpine Gr 2 & Renault 5 Turbo | 129    | 1er |     | 3e  |     | 4e  | 1er | 1er | 4e  | ab  | 2e  |     |
| 2e    | Jean-Claude Andruet | Fiat 131 Abarth                         | 107    | 2e  | 1er | 1er | 1er | ab  |     |     |     | ab  | 1er | 1er |
| 3e    | Jean-Pierre Ballet  | Porsche 911 SC                          | 94     | 4e  |     | 7e  | 5e  | 6e  |     | 5e  | 5e  | 7e  |     | 8e  |
| 4e    | Jacques Panciatici  | Volkswagen Golf GTI                     | 88     | 5e  |     | 5e  | 6e  |     | 8e  | 4e  |     |     | 8e  | 4e  |
| 5e    | Bernard Béguin      | Porsche 911 SC                          | 63     |     |     |     |     | 1er |     | ab  | 1er | 2e  |     |     |
| 6e    | Alain Cudini        | Volkswagen Golf GTI                     | 54     | 3e  |     | ab  | 4e  | 3e  | ab  | ab  |     |     | 4e  |     |
| 7e    | Michèle Mouton      | Fiat 131 Abarth                         | 48     |     |     |     |     |     |     | 2e  |     | 3e  | ab  | 2e  |
| 8e    | Yves Loubet         | Porsche 911 SC                          | 45     | ab  |     | 2e  |     | ab  | 2e  | 3e  |     |     |     |     |
| 9e    | Bernard Darniche    | Lancia Stratos HF                       | 35     |     |     |     |     |     |     |     |     | 1er |     |     |
| 9e =  | Francis Bondil      | Opel Ascona & Porsche 911 SC            | 35     | 6e  |     |     |     | 5e  | 4e  |     |     |     |     |     |